# Agal

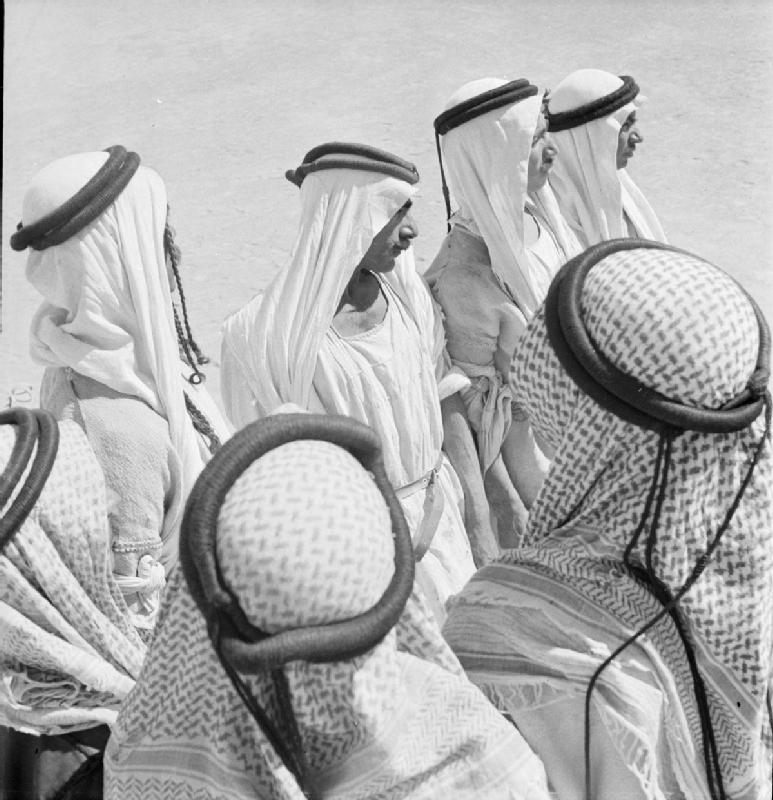
Arabes Syriens en 1942.

L'agal (de l'arabe عِقال, ʿiqāl ; pluriel عُقُل, ʿuqul) est un accessoire vestimentaire qui est utilisé au Proche-Orient par les Bédouins pour maintenir la shemagh ou le keffieh sur la tête des hommes. Il est principalement fait d'une corde noire serrée sur un noyau de laine de chèvre. Il est fermé en une seule boucle elle-même pliée en deux anneaux solidaires dont on peut augmenter le diamètre de l'un au détriment de l'autre.
Il existe une version alternative portée par les bédouins du Maghreb, nommée "Barim" qui est faite de la même façon, mais beaucoup plus (?) que le agal classique, aussi le Rezza, aussi nommée "Amama Safra" (Turban Jaune) en guise de barim.